# فرودگاه تسادا/خلیج گیلایس
فرودگاه تسادا/خلیج گیلایس (به انگلیسی: Texada/Gillies Bay Airport) یک فرودگاه همگانی با کد یاتا YGB است که یک باند فرود آسفالت دارد و طول باند آن ۹۱۴ متر است. این فرودگاه در کشور کانادا قرار دارد و در ارتفاع ۹۹ متری از سطح دریا واقع شده است.